# Upland (Californie)
Pour les articles homonymes, voir Upland.
Upland est une municipalité du comté de San Bernardino, en Californie, aux États-Unis. Sa population était de 73 732 habitants au recensement de 2010.

## Géographie
Selon le Bureau du recensement des États-Unis la ville a une superficie de 40,5 km², 40,4 km² de terre, 0,1 km² d'eau, soit 0,21 % du total.

## Démographie
| 1910  | 1920  | 1930  | 1940  | 1950  | 1960   |
| ----- | ----- | ----- | ----- | ----- | ------ |
| 2 384 | 2 912 | 4 713 | 6 316 | 9 203 | 15 918 |

| 1970   | 1980   | 1990   | 2000   | 2010   | - |
| ------ | ------ | ------ | ------ | ------ | - |
| 32 551 | 47 647 | 63 374 | 68 393 | 73 732 | - |

## Personnalités liées à la ville
- Carlos Bocanegra (1979-), footballeur professionnel
- Tiffany Mynx (1971-), actrice porno
- Nick Bird (1977-), producteur, réalisateur et scénariste
- Danielle Chuchran (1993-), actrice
- Jayden Jaymes (1986-), actrice porno
- Brenda Martinez (1987-), athlète professionnelle
- Adam Plutko (1991-), joueur de baseball.